# Остзеештадіон
Остзеештадіон (нім. Ostseestadion) — домашній стадіон футбольного клубу «Ганза Росток», який розташований у місті Росток. Поточна місткість 29 000 глядачів.